# Iwan Jakowlewitsch Jakowlew
Iwan Jakowlewitsch Jakowlew (russisch Иван Яковлевич Яковлев; * 1650; † 11. Januarjul. / 22. Januar 1707greg. in St. Petersburg) war ein russischer Staatsbeamter, Leibgardist und Schiffbauer.

## Leben
Jakowlew leitete 1668–1682 das Werkstättenamt des Zaren für dessen Versorgung, das zur Rüstkammer des Moskauer Kremls gehörte. Dann diente er im Preobraschenski Leib-Garderegiment in der Leichten Artillerie-Batterie. Mit Ukas vom Juli 1701 ließ er in Archangelsk Biberfellmäntel für die Grenadiertornister anfertigen, um sie vor stärkerem Regen zu schützen.
Im Großen Nordischen Krieg ernannte Peter I. Jakowlew 1702 zum Kommandanten der in der Oblast Olonez in Lodeinoje Pole einzurichtenden Olonezer Werft. Anfang Februar 1703 kam Jakowlew in der Olonezer Werft an, und Ende März wurde die Werft eröffnet. Fürst Alexander Menschikow, der auch im  Preobraschenski Leib-Garderegiment gedient hatte und 1702 Kommandant der eroberten Festung Schlüsselburg geworden war, schätzte Jakowlews Arbeit sehr und berichtete entsprechend Peter I. Das erste auf der Werft gebaute Schiff war im Juni 1703 die Post-Galiot Kurier. Bis Ende 1703 wurden unter Jakowlews Leitung die 30-Kanonen-Fregatte Triumph und sieben 28-Kanonen-Fregatten auf Kiel gelegt, die 1704 von Stapel liefen. Dazu wurden 5 Schnauen, 4 Bujeren, 1 Fleute, 2 Schmacken, 2 Galioten, 20 Galeeren und Halbgaleeren, 12 Scampavejen, 13 Brigantinen und andere Boote und Schiffe gebaut. Die fertigen Schiffe ließ er nach Schlüsselburg, St. Petersburg und Nyenschanz überführen, wo sie von der kämpfenden Truppe gebraucht wurden. Peter I. kam wiederholt in die Werft, um auch selbst Schiffe zu bauen und von Stapel laufen zu lassen.
Daneben übernahm Jakowlew in Vertretung Menschikows die örtliche Bauleitung für die von Johann Friedrich Blüher geplante und ab 1703 von dem Bergbauingenieur Jakow Wlassow gebaute neue Eisenhütte, die das Petrowski-Gusseisen-Kanonen-Werk mit dem ersten Kanonenguss im Januar 1704 und Keimzelle der Stadt Petrosawodsk wurde.
Als im November 1704 Peter I. in St. Petersburg die Admiralitätswerft gründete, wurde 1705 Jakowlew nach St. Petersburg versetzt, um zusammen mit dem St. Petersburger Oberkommandanten Jacob Daniel Bruce als Assistenten Menschikows Festungswerke um die Admiralitätswerft herum aufzubauen. Im November 1705 meldete Jakowlew die Fertigstellung der mit Kanonen ausgestatteten Admiralitätsfestung. Als für die Ausstattung, Bewaffnung und Versorgung der Schiffe verantwortlicher Equipage-Meister und Oberst überwachte er den Bau der Schiffe auf der Admiralitätswerft. Ende 1705 lagen 2 Bombarden, 2 Prähme, 10 Schnauen und 24 Boote auf Kiel, die 1706 von Stapel liefen. Mit Brief vom Juni 1706 beauftragte Peter I. Jakowlew auch mit dem Bau weiterer Schiffe auf der Olonezer Werft.
Nach Jakowlews unerwartetem Tod am 22. Januar 1707 wurde Alexander Kikin Kommandant der Olonezer Schiffswerft und Equipage-Meister der St. Petersburger Admiralität.